# 225. п. н. е.

## Догађаји
- Битка код Теламона
- Римска војска улази у Илирију и почиње освајање Балканског полуострва.